# Naturschutzgebiet Kahle Pön bei Usseln
Das Naturschutzgebiet Kahle Pön bei Usseln mit einer Größe von 35,04 ha liegt südlich von Usseln im Gemeindegebiet von Willingen im Landkreis Waldeck-Frankenberg. Das Naturschutzgebiet (NSG) wurde 1987 wegen seiner Bedeutung für die Botanik ausgewiesen. Das NSG ist identisch mit dem FFH-Gebiet Kahle Pön bei Usseln (DE 4718-302). Das NSG liegt innerhalb des Naturparks Diemelsee. Die Südgrenze liegt an der Landesgrenze von Hessen. An die Südwestecke des NSG grenzt in Nordrhein-Westfalen das Naturschutzgebiet Kahle Pön an. Das NSG steht in räumlichem und funktionellem Zusammenhang zu anderen Hochheiden im Upland und in Nordrhein-Westfalen. Das NSG besitzt wie die anderen Hochheiden der Umgebung einen atlantischnordischen Vegetationscharakter.

## Gebietsbeschreibung
Der Kahle Pön war bis in die 1920er Jahre baumfrei und wurde als Weidefläche für Rinder von Hirten genutzt. Die Hochheide hatte sich vorher durch jahrhundertelange Rinderbeweidung und Plaggnutzung aus ehemaligen Buchenwäldern entwickelt. Anfang der 1950er Jahre wurde die Beweidung durch Hirten eingestellt und Teilbereiche mit Fichten aufgeforstet. In anderen NSG-Bereichen kam es durch Samenanflug zur Ansiedlung von Fichten. Diese wurde später teils im Rahmen von Pflegemaßnahmen umgesägt. Seit 1987 werden die Grünlandbereiche im NSG durch das Bigger Josefsheim der Josefs-Gesellschaft mit Heidschnucken, einer speziellen Schafrasse aus der Lüneburger Heide, und Ziegen beweidet. Die frühere Plaggnutzung wird teils durch den Einsatz dafür entwickelter Plaggmaschinen nachgeahmt. Auf den geplaggten Rohbodenflächen können Heidearten wie Besenheide (Calluna vulgaris) keimen.
Der Lebensraumtyp Berg- oder Hochheide nimmt etwa die Hälfte der NSG-Fläche ein. Sie ist zwar relativ artenarm, enthält aber eine Reihe interessanter Arten wie die Zwergsträucher Heidelbeere (Vaccinium myrtillus) und Preiselbeere (V. vitis-idaea), Keulen-Bärlapp (Lycopodium clavatum) und Arnika (Arnica montana). Pflanzensoziologisch handelt es sich um eine Preiselbeer-Besenheide-Gesellschaft. Auf der anderen NSG-Hälfte befinden sich Grünlandflächen, welche meist sehr intensiv genutzt werden. Die früheren Borstgras-Rasen, als Anzeiger früherer Beweidung, sind nur noch kleinflächig zu finden. Im Südwesten des Gebietes befindet sich ein kleiner Niedermoorkomplex mit Braunseggen-Rasen, Torfmoosdecken und Weidengebüsch. Hier finden sich Arten wie Schmalblättriges Wollgras (Eriophorum angustifolium), Sumpf-Weidenröschen (Epilobium palustre), Gelb-Segge (Carex flava), Braun-Segge (C. nigra) und Kleiner Baldrian (Valeriana dioica).

## Tierwelt
Im NSG wurden 2002 46 Brutvogelarten nachgewiesen. Neben je einem Brutpaar Raubwürger und Neuntöter wurden 12 Baumpieper- und 6 Wiesenpieper-Reviere gefunden. Es wurden 68 Schmetterlingsarten gefunden. 16 Arten von Käfern wurden nachgewiesen. Unter den acht Heuschreckenarten wurde die gefährdete Kurzflügelige Beißschrecke nachgewiesen.

## Schutzzweck
Laut Naturschutzgebiets-Ausweisung wurde das Gebiet wegen seiner Bedeutung für die Botanik zum Naturschutzgebiet ausgewiesen. Wie bei allen Naturschutzgebieten in Deutschland wurde in der Schutzausweisung darauf hingewiesen, dass das Gebiet „wegen der Seltenheit, besonderen Eigenart und Schönheit des Gebietes“ zum Naturschutzgebiet wurde.